# Spoke
Spoke è l'album d'esordio del gruppo musicale statunitense di genere alternative rock Calexico, pubblicato nel 1997 per la Quarterstick Records.

## Tracce
1. Low Expectations (Burns, Convertino) – 2:37
2. Mind The Gap (Burns) – 0:52
3. Mazurra (Convertino) – 1:46
4. Sanchez (Burns, Convertino) – 3:18
5. Haul (Burns, Convertino) – 1:21
6. Slag (Burns, Convertino) – 2:29
7. Paper Route (Bundy, Burns, Convertino) – 2:01
8. Glimpse (Burns, Convertino) – 2:40
9. Navy Cut (Burns, Convertino) – 0:29
10. Spokes (Burns) – 3:38
11. Scout (Burns, Convertino) – 2:09
12. Point Vicente (Burns, Coffman, Convertino) – 3:56
13. Wash (Burns) – 2:35
14. Ice Cream Jeep (Burns) – 0:31
15. Windjammer (Burns, Convertino) – 2:38
16. Mazurka (Convertino) – 1:20
17. Removed (Burns, Coffman) – 3:52
18. Hitch (Burns, Convertino) – 2:53
19. Stinging Nettle (Burns, Coffman) – 3:41